# دانشنامه دراماتیکا
اینسایکلوپدیا دراماتیکا (به انگلیسی: Encyclopedia Dramatica) یا دانشنامهٔ دراماتیکا یک ویکی طنزآمیز است که از نرم‌افزار مدیاویکی استفاده می‌کند. این ویکی که در دهم سپتامبر ۲۰۰۴ تأسیس شده بود، هر چیزی از موضوعات دانشنامه‌ای تا وقایع کنونی را مورد استهزاء قرار می‌دهد و به‌طور گسترده تحت یک فرهنگ ترولی قرار دارد. این وبگاه به‌طور رایجی توسط یک جامعه اینترنتی پویا و سیال موسوم به آنانیموس (ناشناس) مورد استفاده قرار می‌گیرد.

## درون‌مایه
دانشنامه دراماتیک علاوه بر موضوعات دانشنامه‌ای، به ثبت میم‌های اینترنتی، فرهنگ و اتفاقات اینترنتی و فریب‌ها و حملات بزرگ آنلاین می‌پرداخت. وبسایت ناین ام‌اس‌ان آن را به عنوان «دوقلوی شیطانی ویکی‌پدیا» توصیف کرد که «در آن تقریباً همه مقالات جانبدارانه، توهین‌آمیز و بی منبع هستند». ناین‌ام‌اس‌ان می‌گوید: «با یک گشت کوتاه در مقالات آن با تصاویر متحرکی از خودکشی افراد، مطالبی که جنسیت‌گرایی و نژاد پرستی شدید را تجلیل می‌کنند و تعداد زیادی نظرات هولناک و عجیب و غریب درباره تقریباً هر تراژدی‌ای در تاریخ بشری روبه‌رو می‌شوید.»

## اوه اینترنت
در ۱۴ آوریل ۲۰۱۱ آدرس اصلی وبگاه به سایت دیگری به نام اوه اینترنت (Oh Internet) تغییرمسیر داده شد که اندک شباهت‌هایی به دانشنامه دراماتیک داشت. بخشی از جامعه دانشنامه دراماتیک به تندی از این کار انتقاد کردند. چند ساعت بعد از بسته شدن دانشنامه، کاربران آن صفحه فیسبوک "اوه اینترنت" را با پیام‌های تنفرآمیز بمباران کردند. از آن زمان این کاربران چند آینه برای این وبسایت ایجاد کرده‌اند. یکی از آن‌ها در encyclopediadramatica.se قرار دارد.